# Enough Said
Enough Said (conocida en España como Sobran las palabras.) es una película dramática estadounidense estrenada en 2013, dirigida por Nicole Holofcener y protagonizada por Julia Louis-Dreyfus, James Gandolfini, Catherine Keener, Toni Collette y Ben Falcone. La película fue estrenada el 7 de septiembre de 2013, algunos meses después del fallecimiento de James Gandolfini, su protagonista.
Enough Said fue aclamada por la crítica. En Rotten Tomatoes, la cinta cuenta con un 95% de ranking aprobatorio, basado en 176 reseñas, con un rating promedio de 7.7/10. El consenso del sitio afirma: "Encantadora, impecablemente interpretada y algo agridulce, Enough Said es una película adulta hecha de la mejor manera posible".

## Sinopsis
Eva, una masajista y madre divorciada de una adolescente, asiste a una fiesta en Pacific Palisades con sus amigos, los novios Will y Sarah. Allí conoce a una poeta, Marianne, y Will le presenta a Eva a uno de sus amigos, Albert. Después de la fiesta, Albert y Eva deciden darse una oportunidad.

## Reparto
- Julia Louis-Dreyfus como Eva.
- James Gandolfini como Albert.
- Toni Collette como Sarah.
- Catherine Keener como Marianne.
- Ben Falcone como Will.
- Toby Huss como Peter.
- Anjelah Johnson como Cathy.